# Ischaemum apricum
Ischaemum apricum är en gräsart som beskrevs av Henry Nicholas Ridley. Ischaemum apricum ingår i släktet Ischaemum och familjen gräs. Inga underarter finns listade i Catalogue of Life.